# GO-1
GO-1是连接西西里岛和马耳他的一套海底光缆系统，由马耳他电信公司GO运营。
目前该系统由1995年铺设的一条单一电缆组成，连接了马耳他的圣乔治湾与西西里岛的卡塔尼亚。系统的第二条电缆计划于2008年12月开始铺设，连接马耳他的圣保罗湾与西西里岛的马扎拉德尔瓦洛，预计于2009年初投入运营。截至2019年12月，计划中的第三条电缆将连接法国马赛。
2008年12月，连接圣乔治湾与卡塔尼亚的电缆发生故障，与此同时多条其他海底电缆系统也出现问题。有人推测，这些看似无关的多条海底电缆系统故障可能与该地区的地震活动有关。